# Йозеф Хайдн
Франц Йозеф Хайдн (на немски: Franz Joseph Haydn), (31 март 1732 – 31 май 1809) е австрийски композитор, представител на Виенската класическа школа. Изключително продуктивен творец, често наричан баща на класическата симфония и баща на струнния квартет. Изиграва важна роля в развитието на клавирното трио и сонатната форма.
По-голямата част от своя професионален живот прекарва в имението на унгарските князе Естерхази, откъснат от другите композитори и музикалните течения. Своята изолираност и отсъствие на влияние върху неговото творчество Хайдн коментира с думи: „Аз бях принуден да бъда оригинален“. По негово време той е един от най-известните композитори в Европа.
Йозеф Хайдн е брат на композитора Михаел Хайдн и тенора Йохан Евангелист Хайдн. Той е близък приятел на Волфганг Амадеус Моцарт и е учител на Лудвиг ван Бетовен.

## Биография

### Детство
Роден е в село Рорау (нем. Rohrau) със словашкото име Тръстеник на река Литава, близо до град Хайнбург на Дунав (Hainburg an der Donau) в областта Градище, западно от събирането на днешните граници на Австрия, Словакия и Унгария, в семейството на Матиас Хайдн (Mathias Haydn) – майстор на карети, и Мария Колер (Maria Koller) – готвачка в замъка на местния аристократ. Точни данни за рождената дата на композитора не съществуват. Официално е известна само датата на негово кръщаване – 1 април 1732 г. Според самия Хайдн той е роден на 31 март, докато според някои от роднините му датата е 1 април. Родителите на Хайдн нямат музикално образование, но бащата е ентусиазиран народен певец и самоук изпълнител на арфа. Семейството често се събира с приятели и съседи, за да пеят заедно. От многодетното семейство излизат трима професионални музиканти – Йозеф и неговите братя Михаел Хайдн (Michael Haydn), също композитор и Йохан Евангелист Хайдн (Johann Evangelist Haydn) – тенор. Родителите на Хайдн отрано забелязват музикалния талант на сина си и знаейки, че в малкото селце няма големи перспективи за негово развитие, изпращат детето при своя роднина Йохан Матиас Франц, учител по хорово майсторство в Хайнбург, на около 16 километра от селото им. Той отива там 6-годишен и повече никога не се връща да живее при родителите си.
Животът му при Франц не е лесен – малкият Хайдн често гладува и е обект на подигравки заради плачевното състояние на облеклото му. Но там той започва обучението си и скоро се научава да свири на клавесин и цигулка. Започва да пее и в църковния хор. Две години по-късно е забелязан от Георг фон Ройтер (Georg von Reutter) – диригента на катедралата „Свети Стефан“ във Виена, който търси млади таланти за хора си. Хайдн минава прослушване и през следващите девет години работи във Виена като хорист, последните четири от тях заедно с по-младия си брат Михаел. Подобно на Франц, Ройтер също не се грижи за своите хористи и те често остават недохранени. Децата се радват, когато имат представления пред аристократическата публика, защото при тези случаи успяват да задоволят глада си, като хапват от масата на господарите. Постепенно гласът на Хайдн се развива и той получава солови партии. Заедно с хора пее на градски празненства, сватби, погребения, придворни тържества. Съществува грешно мнение, че през 1741 г. Хайдн пее на погребалната панихида на Антонио Вивалди. Поради липса на средства за погребението на Вивалди не е поръчвана музика и не е имало хор, който да пее.
Ройтер не се занимава системно с музикалното образование на Хайдн и уменията, които той придобива през този период, са резултат на неговата дейност като професионален певец. Макар и много ценни, уменията са само практически, тъй като по време на работата си като хорист Хайдн не получава сериозни познания по музикална теория и композиция. Независимо от това през 1749 г. създава първите си две големи меси.

### На свободна практика
През 1749 г. Хайдн вече е възмъжал, гласът му е променен и той не може да изпълнява сопрановите партии в хора. Управата на хоровото училище към катедралата използва дребен повод, за да го уволни и 17-годишният Хайдн се оказва на улица без средства и подслон. Първите няколко месеца той живее при приятеля си Йохан Михаел Шпанглер (Johann Michael Spangler), който обитава с цялото си семейство таванска стая. След това успява да наеме малка стая и е много щастлив, защото намира и стар клавикорд, на който може да свири. Започва тежък десетгодишен период, през който Хайдн работи като музикант на свободна практика. Въпреки голямата бедност и многото лишения, той е жизнерадостен и не губи надежда. Свири като уличен музикант, работи като учител по музика и същевременно полага усилия да разширява своите музикални познания. Запълва празнотите в своето образование с упражнения по контрапункт по учебника на Йохан Фукс (Johann Joseph Fux), старателно изучава творчество на Йохан Матесон (Johann Mattheson) и клавирните произведения на Карл Филип Емануил Бах (вторият син на Йохан Себастиан Бах). За тях по-късно казва, че са били от съществено значение за неговото развитие. Хайдн композира музика за оркестри, в които участва и с които свири по кръчми, сватби и други увеселения. В тази среда се запознава отблизо с разнообразната музика на мултиетническата Виена – опит, който намира отражение в неговото творчество. С помощта на приятелите си се запознава с италианския композитор, певец и музикален педагог Никола Порпора (Nicola Porpora). Хайдн работи при него като камериер и преписвач на ноти, съпровожда го при пътуванията. Порпора се държи грубо с него, но същевременно има принос за израстването на младия композитор. При него Хайдн се запознава с неаполитанската оперна школа, получава полезни професионални съвети, научава основи на композицията.
През 50-те години на XVIII век Хайдн създава голям брой произведения в различни музикални жанрове. Сред тях е първата му комична опера (зингшпил) „Куцият дявол“, която има успешна премиера през 1753 г., но скоро е забранена от цензурата. Талантът на Хайдн получава обществено признание и той забелязва, че много от творбите му се публикуват и продават в музикалните магазини. В периода 1754 – 1756 г. Хайдн често е наеман като допълнителен музикант за баловете в кралския дворец по време на карнавалите, канен е като певец за литургиите в дворцовия параклис по време на Страстна седмица и Великден. Увеличаващата се известност довежда до аристократично покровителство, което е решаващо за кариерата му. През 1756 г. се запознава с граф Карл Йозеф Фюрнберг (Carl Josef Fürnberg), който го кани в своето имение. Графът е любител на инструменталната музика и Хайдн пише за него своите първи струнни квартети. Предполага се, че 1757 е годината, през която по препоръката на Фюрнберг Хайдн е назначен в капелата на граф Максимилиан фон Морцин (Ferdinand Maximilian von Morzin). Той става неговият първи постоянен работодател и в имението му Луковец в Чехия Хайдн композира многобройни дивертименти и малки симфонии. Морцин често е посещаван от унгарския княз Павел Антон Естерхази (Paul II. Anton Esterházy de Galantha), голям любител на музика, който харесва произведенията на Хайдн. Две години по-късно, през 1761 г., когато Морцин е принуден поради финансови затруднения да се раздели с Хайдн, това запознанство се оказа решаващо за съдбата на композитора.

### Капелмайстор при Естерхази
Княз Естерхази, представител на един от най-богатите и влиятелните родове в Австро-Унгария, поддържа голям оркестър, хор и театър. През 1761 г. той ангажира Хайдн и го назначава за свой вице-капелмайстор. По време на 30-годишната си служба в качеството на придворен музикант Хайдн следва семейството Естерхази в имението им в Айзенщат на около 50 km от Виена, Зимния дворец във Виена и големия дворец Естерхази в градчето Фертьод в Унгария (наричан от австрийците Естерхаза, за да го отличат от замъка Естерхази). Неговите задължения включват композиране на музика по поръчка и вкус на княза, ръководство на оркестъра, свирене за и със княза, писане и постановка на опери. Старият капелмайстор Грегор Йозеф Вернер (Gregor Joseph Werner) се грижи само за литургичната музика, която след смъртта му през 1766 г. също става част от отговорностите на Хайдн, повишен в длъжност на капелмайстор. Положението на Хайдн в дома на Естерхази е като на слуга: той е длъжен да носи ливрея, няма право да напуска имението без разрешение, музиката му е собственост на неговия работодател. Той работи неуморно – само за баритон, любимия струнен инструмент на Естерхази, създава 126 творби. Но въпреки ограниченията и голямото натоварване, годините при Естерхази са едни от най-успешните и щастливите в живота на Хайдн. Князете, отначало Павел Антон, а след неговата кончина през 1762 г. наследилия го Никола Естерхази (Nikolaus I. Joseph Esterházy de Galantha), са познавачи на музиката, високо ценят своя талантлив капелмайстор и той се радва на възможността всекидневно да работи с оркестър, да чува и проверява всяко свое произведение. През това време Хайдн създава множество различни композиции, а стилът му се развива и се усъвършенства.
1779 г. става преломна в кариерата на Хайдн поради промяна в неговия договор: той получава разрешение да пише не само за Естерхази, но и за други, и право да продава своите произведения. Използвайки тази свобода, той намалява писането на опери и пренася акцента на своята работа върху композирането на квартети и симфонии. Хайдн почва да води преговори с австрийски и чужди издатели на музикална литература и това бързо и значително допринася за неговата международна популярност. Дотогава положението на Хайдн се описва като парадоксално: „водещ композитор на Европа е принуден с договора си да работи като капелмайстор в отдалечен замък в унгарско село“. Възможността да публикува води до създаването на голям брой нови струнни квартети – поредиците Op. 33, 50, 54/55, и 64. Хайдн пише и по поръчка от чужбина – Парижките симфонии (6 броя) и първоначалната оркестрова версия на „Die sieben letzten Worte unseres Erlösers am Kreuze“ („Седемте последни думи на нашия Спасител върху кръст“) за Кадис, Испания.
През 1790 г. Никола Естерхази умира. Неговият син и наследник Антон не проявява голям интерес към изкуствата и, изхождайки от икономически съображения, прави съкращения сред наетите артисти. Хайдн запазва своето място и по-скоро има положение на пенсионер – задълженията са намалени, заплатата също, но освен нея той получава пенсия, назначена от княз Никола. Княз Антон не търси много услугите на Хайдн и той е свободен да напуска имението и да пътува.

### Пътувания в Англия
През 1791 г. немският импресарио Йохан Петер Саломон (Johann Peter Salomon) предлага на Хайдн да посети Англия и да изнесе с голям оркестър нови симфонии. Предложението е изгодно и Хайдн осъществява две пътувания до Лондон (1791 – 1792 и 1794 – 1795), които му носят огромен успех. Публиката щурмува неговите концерти, той се радва на кралски почести, получава почетна титла от Оксфордския университет. Славата му расте, доходите му се увеличават – тези пътувания го правят заможен човек. Той дори обмисля предложението да приеме английско гражданство и да се установи за постоянно в Англия, но все пак се отказва и се връща в Австрия.
При първото си завръщане от Англия през юли 1792 г. Хайдн се запознава с младия Бетовен. Това се случва в Германия, недалече от Бон, и те се договарят да се срещнат във Виена, където Хайдн дава уроци на Бетовен до своето второ заминаване за Лондон.
От музикална гледна точка престоят на Хайдн в Лондон е много плодотворен. По силата на сключените договори той композира по 6 симфонии при всеки престой, които стават върхово постижение в неговото симфонично творчество (поредицата No.93 – No.104). Както винаги работи неуморно и в областта на камерната музика и създава много квартети и триа, сред които са популярните квартет „Конник“ и клавирното трио No.39 „Циганско рондо“. Единствената несполука, която го сполетява, е свързана с операта „L'anima del filosofo“. Написва я по поръчка за кралския театър, но тя не се изпълнява на тази сцена поради противоречия между краля Джордж III (George William Frederick) и принца на Уелс Джордж IV (George Augustus Frederick).

### Последни години
Хайдн окончателно се връща във Виена през 1795 г. По това време княз Антон е починал и неговият наследник Никола II предлага на Хайдн, който формално продължава да е капелмайстор на семейството, да възстанови оркестъра и да пише музика за него. Хайдн приема, но условията вече са коренно различни – докато по-рано положението му беше като на слуга, сега той вече се храни на една маса с княза и може да живее отделно в своя голям дом в предградието на Виена. Този дом той купува след първото завръщане от Лондон, по настояване на своята съпруга. Летата прекарва при Естерхази в Айзенщат и за няколко години композира за него 6 меси.
През 1797 г., движен от патриотични чувства, написва химн в чест на австро-унгарския император Франц II „Gott erhalte Franz den Kaiser“. Тази композиция много години е химн на Австрия, като неговият текст се променя в съответствие с името на кайзера. Понастоящем мелодията му е в основата на химна на Германия.
Впечатлен от ораториите на Хендел, с които се запознава в Лондон, решава да работи и в този жанр и създава „Сътворението на света“ и „Годишните времена“. Вече в напреднала възраст успява да ги завърши, но работата върху тях отнема много сили. Около 1802 г. състоянието му се влошава до степен, че вече не може да работи. Не е известно от какво точно е боледувал – страдал е от обща слабост, световъртеж, невъзможност за концентрация и болезнено подути крака. Физическата слабост не му позволява да се появява пред публика. На многобройните покани отговаря с новата си визитна картичка с надпис: „Нямам вече сили, стар съм и слаб.“ Не успява да присъства на тържеството по повод неговата 73-годишнина. Дните му са помрачени и от загубата на братята – Йохан Евангелист умира на 10 май 1805 г., а Михаел – на 10 август 1806 г.
Последният триумф е на 27 март 1808, когато в чест на неговата 76-годишнина се организира изпълнението на ораторията „Сътворението на света“. Съвсем слаб, композиторът е внесен в залата с кресло и е бурно приветстван от публиката. Поздравяват го високопоставени лица, музиканти, сред които Салиери и Бетовен. Всички усещат, че това е последно сбогуване с композитора. А той, трогнат от посрещането и изтощен от преживяването, няма сили да стои до края на тържеството и през антракта го връщат у дома.
Болният Хайдн прекарва времето си в къщи, обгрижван от домашните слуги и често посещаван от приятели и поклонници. Удостояват го с почести и награди: през 1803 г. е награден със златния медал на Виена (Salvatormedaille), през 1804 г. става неин почетен гражданин, през 1808 г. става почетен член на филхармоничното дружество на Санкт Петербург.
Последните седмици на живота му са неспокойни. Домашната прислуга е разтревожена от бойните действия около Виена, които водят войските на Наполеон. Близо до дома пада снаряд и Хайдн се опитва да успокои своите хора с последните си думи: „Деца мои, не се бойте, там, където е Хайдн, нищо лошо няма да се случи.“ Когато Виена капитулира, Хайдн е на смъртно легло и Наполеон нарежда да се сложи охрана около дома на композитора, за да не се нарушава неговият покой. Умира на 31 май 1809 г. на 77-годишна възраст. На панихидата му на 15 юни 1809 г. се изпълнява Реквиемът на Моцарт.
Погребват го отначало на виенско гробище, но през 1820 г. по нареждане на Естерхази останките се пренасят в Айзенщат и се погребват в градината на градската църква Бергкирхе. Тогава се открива, че черепът на Хайдн липсва. Той се оказва откраднат от двама поклонници на Хайдн и дълго време не може да се открие. Намира се след години и бива предаден на музикалното дружество на Виена. В течение на много години черепът се съхранява в дом-музей Музикферайн. През 1932 г. наследникът на Никола II, княз Павел Естерхази, построява мраморна гробница в Бергкирхе. Целта му е черепът и другите кости да бъдат събрани на едно място, но това се случва едва през 1954 г. Останките на Хайдн намират покой 145 години след смъртта му.

### Личен живот
Хайдн се влюбва в една от своите ученички, Тереза Келер (Teresa Keller), дъщеря на заможен майстор на перуки. Но родителите ѝ настояват тя да стане монахиня, и през 1756 г. Тереза отива в манастир. През 1760 г. Хайдн, имайки постоянна работа и сигурен доход, се жени за нейната по-голяма сестра, Мария Ана Келер (Maria Anna Keller). Много скоро става ясно, че бракът е несполучлив. Жена му е свадлива, не проявява никакъв интерес към музика и дори използва листата на партитурите за навиване на косата си. Отношенията им бързо прекъсват, общи деца нямат, но тогавашните закони не им позволяват да се разведат. И двамата имат любовници: Мария Ана има връзка с художника Людвиг Гутенбрун (Ludwig Guttenbrunn), автор на един от портретите на Хайдн; самият Хайдн има дългогодишни отношения с певицата Луиджия Ползели (Luigia Polzelli), която също работи за Естерхази. Съществува предположение, непотвърдено от биографите на Хайдн, че той е бащата на нейния син.
Дворецът Естерхази в Унгария се намира на по-голямо разстояние от Виена, отколкото Айзенщат, и когато е там, Хайдн се чувства по-изолиран и самотен. Той тъгува по Виена, по приятелите си там, сред които е семейството на Петер фон Генцингер (Peter von Genzinger), личният лекар на княз Никола. Приятелството им започва от 1789 г. и в това семейство Хайдн намира всичко, което му липсва в неговия брак. Особено близък е със съпругата, Мариана фон Генцингер (Marianne von Genzinger). Прекрасна певица и пианистка с искрен интерес към музиката на Хайдн и сърдечно отношение, тя става за него много скъпа приятелка. Запазени са неговите писма към нея, в които той се оплаква от самотата си и изразява радост по повод няколкото им срещи във Виена; по-късно Хайдн ѝ пише и от Лондон. Нейната ранна кончина през 1793 г. е удар за него. Предполага се, че вариациите във фа минор за пиано са написани по този повод.
Другият приятел във Виена е Волфганг Амадеус Моцарт, когото Хайдн среща около 1784 г. Хайдн е изключително впечатлен от работата на Моцарт и щедро го хвали на други хора. Моцарт от своя страна в знак на приятелство посвещава на Хайдн цикъл от шест концерта за пиано. Творчеството и на двамата е благотворно повлияно от това приятелство – Моцарт прецизира своите квартети, а Хайдн обогатява свои симфонии.
По време на престоя си в Лондон той намира нови приятели и има кратка любовна връзка с Ребека Шрьотер (Rebecca Schröter), непрофесионална музикантка, вдовица на композитора и пианиста Йохан Шрьотер (Johann Schröter). Те се запознават след като тя моли Хайдн да ѝ дава уроци по музика. Отношенията им остават скрити за обществото и прекъсват напълно след завръщането на Хайдн в Австрия.

## Характер и външност
Хайдн е известен сред своите съвременници със своя весел и оптимистичен характер. Той има чувство за хумор, обича да се шегува и това намира отражение и в неговите музикални произведения. Работещите под неговото ръководство музиканти ценят създаваната от него сърдечна работна атмосфера и активната му намеса при защита на техните интереси пред Естерхази. Те с обич и уважение го наричат „татко Хайдн“. Това обръщение постепенно се разпространява извън този кръг, използва се и от Моцарт.
По отношение на материалните си интереси проявява неотстъпчивост, като търси максимална финансова изгода при сключване на договори за музикални композиции и при преговори с издатели. От друга страна той участва в благотворителните концерти, щедър е към своите роднини и слуги.
Хайдн е дълбоко вярващ католик и когато има проблеми с композирането, често се обръща към броеницата, убеден в ползата на тази практика. Ръкописите на свои композиции обикновено започва с „in nomine Domini“ („в името на Господа“) и завършва с „Laus Deo“ („Слава на Бога“).
Като цяло не се отличава с привлекателна външност – нисък е на ръст, лицето е с белези от едра шарка (вариола), носът е голям и орлов, обезобразен от полип. Художниците на неговите портрети се стремят да предадат не толкова чертите, колкото излъчването му, в резултат на което няма два портрета, които да си приличат. Според един от неговите биографи Хайдн се чудил, как така бил харесван от толкова красиви жени и се шегувал, че едва ли причината за това е била неговата красота.

## Творчество
Творчеството на Йозеф Хайдн включва 104 симфонии (една от най-известните е 101-ва симфония), над 70 струнни квартета, инструментални концерти, 52 сонати за пиано, 24 опери, ораториите „Сътворението“ и „Годишните времена“, обработки на народни песни.
Наричан по традиция баща на симфонията и струнния квартет, Хайдн има постижения във всички музикални жанрове, в които е работил, и оригинални приноси в инструменталната музика. Неговият начин на оркестриране чрез балансиране на оркестровите групи и майсторско включване на отделните инструменти става класически. Хайдн допринася за развитието на симфонията и нейното налагане като една от основните форми в областта на инструменталната музика. Композициите му постепенно утвърждават симфонична структура от четири части: алегро (бързо) – адажио (бавна) – менует (танцувална) – алегро. Но формата не се абсолютизира – почти всички лондонски симфонии започват с адажио. Хайдн разнообразява сонатните форми чрез създаване на сонатно рондо и вариации на две теми. Любимият подход на Хайдн да използва контрастност се превръща в принцип за големите музикални форми – контрастно подрежда не само частите на симфонията и сонатата, но развива контрастно и отделните им части.
Жизнерадостната и мелодичната музика на Хайдн е разбираема за широката публика. Неговите симфонии са като картинни илюстрации и названията, които те носят, в повечето случаи са дадени след изпълнението на творбите и отразяват начина, по който публиката ги възприема. Много от идеите за своите музикални теми Хайдн черпи от мелодиите на австрийската, чешката и хърватската фолклорна музика. Особено голямо влияние оказват изпълненията на циганските музиканти и той има няколко произведения, написани в този стил. Изобретателен и весел, Хайдн е известен със своите развлекателни композиции и най-вече с музикалните шеги. Той често използва неочаквани обрати, внезапни включвания на тимпани и объркващи музикални паузи.

### Музикални шеги
Хайдн обича да се шегува с публиката си и често включва изненади в своите творби. Една от най-известните се съдържа в симфонията No. 94 в сол мажор, втората от Лондонската поредица. След изпълнението в Лондон тя става популярна под името „Сюрприз“ заради шегата в нея. Втората част на творбата започва с бавна тема, която се прекъсва с внезапен тимпанен удар. Задремалите сред публиката веднага се събуждат, останалите очакват продължение в същия дух, ала музиката продължава в спокойно темпо, все едно нищо не се е случило. Публиката вече е готова за нов внезапен фортисимо акорд, но пак е изненадана – в последвалите вариации той не се повтаря. На немски тази симфония се нарича „Mit dem Paukenschlag“ – „С тимпанен удар“.
Финалът на симфония No. 60, наречена „Разсеяният“, съдържа една от най-прочутите музикални шеги на Хайдн: неочаквано музиката се превръща в оркестров дисонанс, защото цигулките изведнъж „се сещат“, че имат нужда от настройване на струните и го правят в течение на 10 – 15 секунди. След което оркестърът продължава да свири, запазвайки пълна невъзмутимост.
Струнният квартет в ми-бемол, „Шегата“ (Op. 33, No. 2), е изпъстрен с шеги, но най-голямата закачка с публиката е във финалната част. Преди края музиката спира, но след малко мелодията отново започва, пак спира, и това се повтаря отново и отново, докато най-накрая мелодията е завършена. И тогава, след като всички мислят, че това е краят, отново се изпълнява първата фраза – вече наистина за последен път. В резултат публиката е изцяло объркана и не знае кога да аплодира.
Симфония No.70: Финалната част се свири с пет повтарящите се ноти, отначало тихо, после още по-тихо и неочаквано форте. Това нелепо нещо се повтаря няколко пъти и изведнъж се прекъсва с мощна и сериозна фуга в стила на Бетовен. В края на фугата отново се връща 5-нотната шегичка, превръщайки всичко в едно голямо забавление.
Симфония No.61: Финалът пак съдържа шега. Мелодията е подобна на ловна песен, но всяка музикална фраза завършва с „коментар“ на обои, състоящ се от две ноти. Цялата част обоите свирят само тези две ноти, отново и отново.
Симфония No.45 има название „Прощална“. Тя не съдържа шега, но има история, в която Хайдн проявява своето остроумие. Той и оркестърът много дълго се намират в замъка Естерхази, откъснати от домовете и семействата си в Айзенщат. Продължилият дълго престой тежи на оркестрантите, те са уморени, мечтаят за почивка и искат да се връщат в Айзенщат. Хайдн намеква за това на княза чрез музика: по време на финалното (и неочаквано като последна част на симфония) адажио музикантите един по един спират да свирят, загасват свещта на своята стойка за ноти и напускат подиума. Накрая остават само двама, единият от които е самият Хайдн. Никола Естерхази изглежда разбира намека и още на следващия ден музикантите се връщат у дома.

## Интересни факти
- Хайдн никога не използва името си Франц. Като дете го наричат Зеперл (Sepperl), умалително на Йозеф.
- Хайдн цял живот пази чука на баща си в специално изработена декоративна кутия.
- Младият Хайдн отрязва плитката на своя колега от хора към катедралата Св. Стефан и това е поводът за неговото уволняване.
- В двореца Естерхази Хайдн, за да се подобри акустиката, настоява да се изкърти мраморния под на концертната зала и да се замени с дюшеме. Дървената настилка е запазена до днес.
- Хайдн много обича вино и настоява то да бъде част от неговото заплащане.
- Хайдн и Моцарт заедно свирят струнни квартети във Виена през 80-те години на XVIII век.
- Бетовен е толкова респектиран от струнните квартети на Хайдн, че, за да избегне сравнение с тях, преобразува своите ранни работи и ги публикува като клавирни произведения.
- В Англия Хайдн получава покана от кралското семейство да остане, като му се предлага апартамент в двореца Уиндзор.
- По времето на Хайдн неговият брат Микаел е смятан за по-добър композитор на литургичната музика. Хайдн също го признава.
- През бедния период от живота си Брамс прекарва нощите в Музикферайн, тъй като няма свой дом. При композиране той използва за вдъхновение черепа на Хайдн, който по това време се пази там.
- При първите изпълнения на „Годишните времена“ в кралския дворец сопрановата партия се изпълнява от съпругата на император Франц I.
- 100-годишнината от смъртта на Хайдн се отбелязва от група френски композитори със съчинени в негова чест произведения. Сред тях са: „Homage à Haydn“ на Клод Дебюси, „Menuet sur le nom de Haydn“ на Морис Равел, „Prélude élégiaque“ на Пол Дюка.

## Послеслов
Предполага се, че от големия брой произведения на Хайдн не всички са намерени. Като една от причините се изтъква фактът, че те са собственост на фамилията Естерхази и са извън обществен достъп. През 1932 г. светът тържествено отбелязва 200-годишния юбилей на Хайдн и по този повод се провежда издирване на неговите съчинения. Тогава в резултат на търсене из архивите и библиотеките – църковни и частни, са намерени над 400 неизвестни преди ръкописа.
Малко позабравен от широката публика в сравнение с Моцарт и Бетовен, Хайдн привлича нейния интерес отново през 1959 г., когато се отбелязват 150 години от неговата кончина. По този повод във всички големи градове звучи музиката му. В старинния замък на Естерхази се изпълнява ораторията „Годишни времена“ и се представя изненада – смятаната за загубила се симфония „La Passione“.
По повод 200-години от смъртта 2009 г. е обявена за Годината на Хайдн. Музикалните прояви се провеждат по целия свят, а в Австрия програмата на културните празненства съдържа около 1500 концерта, оперни спектакли и изложби. И отново центърът на събитията е замъкът Естерхаза, където се свирят неговите симфонии.
В България Световната година на Хайдн се отбелязва с първата на българска сцена постановка на операта „Истинското постоянство“ (La Vera Costanza). Постановката е европейска копродукция, в която участват Националната опера и балет, Националната музикална академия „Проф. Панчо Владигеров“, Кралският театър – Мадрид, Театро Комунале – Тревизо, Опера Роял – Валония, и Операта на Руан.
- Пощенска марка, ФРГ, 1959 г., по случай 150-години от смъртта на Йозеф Хайдн
- Пощенска марка, СССР, 1959 г., по случай 150-години от смъртта на Йозеф Хайдн

## Произведения
Антони ван Хобокен (Anthony van Hoboken) създава пълен списък на произведенията на Хайдн, известен като „Каталог на Хобокен“. Изброените в списъка долу симфонии са номерирани според този каталог. При другите творби пълните каталожни номера на Хобокен са дадени в скоби.

### Оркестрови произведения
- 107 симфонии, сред които:
  - Симфония No.6 в ре мажор, „Le matin“ („Утро“, 1761))
  - Симфония No.7 в до мажор, „Le midi“ („Обед“, 1761)
  - Симфония No.8 в сол мажор, „Le soir“ („Вечер“, 1761)
  - Симфония No.22 в ми-бемол мажор, „Der Philosoph“ („Философът“, 1764)
  - Симфония No.30 в до мажор, „Alleluja“ („Алилуя“ 1765)
  - Симфония No.31 в до мажор, „Hornsignal“ („Със сигнал от рог“, 1765)
  - Симфония No.43 в ми-бемол мажор, „Merkur“ („Меркурий“, 1771)
  - Симфония No.44 в ми минор, „Trauer-Sinfonie“ („Траурна“, 1771)
  - Симфония No.45 във фа-диез минор, „Abschiedssinfonie“ („Прощална“, 1772)
  - Симфония No.48 в до мажор, „Maria Theresia“ („Мария Терезия“, 1773)
  - Симфония No.49 във фа минор, „La Passione“ („Страстна“, 1768)
  - Симфония No.53 в ре мажор, „L'Impériale“ („Императорска“, 1775)
  - Симфония No.55 в ми-бемол мажор, „Der Schulmeister“ („Учителят“, 1774)
  - Симфония No.59 в ла мажор, „Feuer“ („Огнена“, 1768)
  - Симфония No.60 в до мажор, „Il distratto“ („Разсеяният“, 1775)
  - Симфония No.73 в ре мажор, „La Chasse“ („Ловът“, 1781)
  - Парижки симфонии
    - Симфония No.82 в до мажор, „L'Ours“ („Мечката“, 1786)
    - Симфония No.83 в сол минор, „La Poule“ („Кокошката“, 1785
    - Симфония No.84 в ми-бемол мажор, „In nomine Domini“ („В името Господне“, 1786)
    - Симфония No.85 в си-бемол мажор, La Reine („Царицата“, 1785/1786)
    - Симфония No.86 в ре мажор (1786)
    - Симфония No.87 в ла мажор (1786)

  - Симфония No.92 „Оксфордска“ /1789/
  - Лондонски симфонии, сред които:
    - Симфония No.94 в сол мажор, „Mit dem Paukenschlag“ („Сюрприз“ или „С тимпанен удар“, 1791)
    - Симфония No.96 в ре мажор, „Le Miracle“ („Чудото“ 1791)
    - Симфония No.100 в сол мажор, „Militär“ („Военна“, 1794)
    - Симфония No.101 в ре мажор, „Die Uhr“ („Часовникът“, 1794)
    - Симфония No.103 в ми-бемол мажор, „Mit dem Paukenwirbel“ („Тремоло с тимпани“, 1795)
    - Симфония No.104 в ре мажор, „London“ („Лондон“, 1795)

### Сценични произведения
- 24 опери, сред които:
  - „Acide e Galatea“ (1762, Hob. XXVIII:1)
  - „La Canterina“ (1766, Hob. XXVIII:2)
  - „Lo Speziale“ (1768, Hob. XXVIII:3)
  - „Le pescatrici“ (1769, Hob. XXVIII:4)
  - „L’Infedeltà Delusa“ (1773, Hob. XXVIII:5)
  - „L’Incontro improvviso“ (1775, Hob. XXVIII:6)
  - „Il Mondo della Luna“ (1777, Hob. XXVIII:7)
  - „La vera constanza“ (1777/78, Hob. XXVIII:8)
  - „L’Isola Disabitata“ (1779, Hob. XXVIII:9)
  - „La fedeltà premiata“ (1780, Hob. XXVIII:10)
  - „Orlando Paladino“ (1782, Hob. XXVIII:11)
  - „Armida“ (1784, Hob. XXVIII:12)
  - „L’Anima del Filosofo – Orfeo ed Euridice“ (1791, Hob. XVIII:13)

### Литургични произведения
- 14 меси:
  - „Missa brevis“ (~1750, Hob. XXII:1)
  - „Missa Sunt bona mixta malis“ (1768, Hob. XXII:2)
  - „Missa Rorate coeli desuper“ (~ 1750, Hob. XXII:3)
  - „Missa in honorem Beatissimae Virginis Mariae“ (1770, Hob. XXII:4)
  - „Missa Cellensis in honorem Beatissimae Virginis Mariae“ (1766, Hob. XXII:5)
  - „Missa Sancti Nicolai“, (1772, Hob. XXII:6)
  - „Missa brevis Sancti Johannis de Deo“ (~1778, Hob. XXII:7)
  - „Missa Cellensis“ (1782, Hob. XXII:8)
  - „Missa in tempore belli“ (1796, Hob. XXII:9)
  - „Missa Sancti Bernardi de Offida“ (1796, Hob. XXII:10)
  - „Missa in angustiis“ (1798, Hob. XXII:11)
  - „Theresienmesse“ (1799, Hob. XXII:12)
  - „Schöpfungsmesse“ (1801, Hob. XXII:13)
  - „Harmoniemesse“ (1802, Hob. XXII:14)
- 6 оратории, сред които:
  - „Die Schöpfung“ („Сътворение“, 1796 – 1798, Hob. XXI:2)
  - „Die Jahreszeiten“ („Годишни времена“, 1799 – 1801, Hob. XXI:3)
  - „Die sieben letzten Worte unseres Erlösers am Kreuze“ („Седемте последни думи на нашия Спасител върху кръст“, 1796, Hob. XX/2)
  - „Il ritorno di Tobia“ („Завръщане на Тобий“, 1775, Hob. XXI:1)

### Солови концерти
- 2 концерта за хорн
- 6 концерта за орган
- 11 концерта за пиано
- 5 концерта за лира
- 4 концерта за баритон
- 1 концерт за тромпет
- 4 концерта за цигулка
- 2 концерта за виолончело:

### Камерна музика
- 83 струнни квартета
- 46 клавирни триа
- 21 струнни триа
- 126 за баритон, виола (или цигулка) и чело

### Клавирна музика
- 52 сонати

### Вокални произведения
- Песни, кантати, мотети